# 42-й истребительный авиационный полк
42-й истребительный авиационный полк — воинское подразделение Вооружённых сил СССР в Великой Отечественной войне.

## История
Сформирован в 1939 году.
В составе действующей армии с 22 июня по июль 1941, с 2 октября 1941 по 7 ноября 1941, с 1 апреля 1942 по 30 апреля 1942, с 30 мая 1942 по 22 сентября 1942, с 31 октября 1942 по 16 мая 1942 и с 26 августа 1942 по 9 октября 1943 года.
На 22 июня 1941 года входил в состав 57-й смешанной авиационной дивизии, дислоцировался на аэродромах в Вильнюсе, Оранах, Перлое. Имел на вооружении 101 самолёт И-153, И-15 бис (в том числе 8 неисправных) и 59 боеготовых лётчиков.
Участвовал в Великой Отечественной войне с 22 июня 1941 года. Понёс значительные потери в первые дни. 28 июня из 42 иап и 237 иап был образован сводный полк. В июле 1941 года формировался заново в тылу, в г. Орёл. 32 лётчика переучились на МиГ-3. Подбор лётчиков для полка осуществлял В. И. Сталин из состава лётчиков-инструкторов Качинского училища, лётчиков 126-го, 129-го истребительных полков и 6-го запасного истребительного полка, а также из числа слушателей Военно-воздушной академии.
C 16 августа 1941 года несёт боевое дежурство в составе ПВО, прикрывал Брянск, Орёл, Курск, Тулу на самолётах МиГ-3.
К боевой деятельности в составе ВВС РККА приступил со 2 октября 1941 года в районе Тулы, штурмует колонны противника в районе Кром, Орла, Мценска. В связи с быстрым продвижением немецких войск полк собрался на одном аэродроме в Ельце к 8 октября 1941 года, и в полку оставалось 12 самолётов. 
11 октября 1941 года полк совместно со штурмовиками участвует в нанесении удара по своему бывшему аэродрому базирования в г. Орёл, на котором сосредоточилась бомбардировочная авиация противника. Два звена МиГ-3 полка (6 самолётов) прикрывают 6 штурмовиков Ил-2 74-го и 299-го штурмовых полков. На аэродроме г. Орёл обнаружено более 200 фашистских самолётов, в том числе 20—25 истребителей. Четвёрка Ме-109 попыталась взлететь, но была сбита нашими МиГами. Штурмовики Ил-2 заходят по стоявшим плотно, крыло в крыло, бомбардировщикам. Прицеливаясь индивидуально, сбрасывают бомбы. Во втором заходе Илы пускают реактивные снаряды, после чего методично начинают уничтожать самолёты противника пушечным огнём. Оказавшая противодействие зенитная батарея была быстро подавлена. Также была замечена группа транспортных самолётов Ю-52, подходившая к аэродрому. Два звена МиГ-3 42 полка сбили их всех, 5 машин. В донесении за этот вылет значилось: на земле уничтожено 60 бомбардировщиков противника, в воздухе сбито 4 Ме-109 и 5 Ю-52. На следующий день партизаны через штаб фронта передали уточнение: на земле сгорело 70 самолётов. Подтвердили 9 сбитых в воздухе. Общий итог — уничтожено 79 самолётов.
21 октября 1941 года полк прикрывает штурмовики над Зарайском, действует в районе Плавска. 24 октября 1941 года в состав полка включена прибывшая с Дальнего Востока эскадрилья Як-1. 28 октября 1941 года полк перебазировался на аэродром около жд. станции Урванка в городе Сталиногорск (ныне Новомосковск).  
C 7 ноября 1941 года в боях не участвовал, а 15 ноября 1941 отведён на переформирование. За время боевых действий произвёл около полутора тысяч боевых вылетов, из них большинство — на прикрытие наземных войск, сбил 30 самолётов противника и уничтожил много живой силы и вражеской техники.
В течение апреля 1942 года действует в составе 7-й ударной авиационной группы на Брянском фронте, проводя войсковые испытания самолётов ЛаГГ-3, вооружённых 37-миллиметровой пушкой Шпитального. В первом же бою 8 самолётов из состава полка сбили три бомбардировщика. Лётчики люфтваффе немедленно устроили охоту за самолётами полка, и полк был отведён в Подмосковье. C 30 мая 1942 года весьма результативно действует на Западном фронте.
22 сентября 1942 года отведён в резерв, перевооружён самолётами Як-7Б. C ноября 1942 года, базируясь Крестцах, действует на Северо-Западном фронте до 16 мая 1943 года. Так 11 ноября 1942 года действует в районе станции Пола. В мае 1943 года вновь был отведён в резерв, перевооружён самолётами Як-9T c 37-мм пушкой, переброшен в Ржев и с 26 августа 1943 года участвует в Смоленской операции. Так, 4 и 10 сентября 1943 года перехватывает бомбардировщики на подходе к Духовщине, 7 сентября 1943 года прикрывает поле боя в районе Сущево, Прилесье. 15 сентября 1943 года ведёт бой в районе Духовщины с лётчиками из элитной JG54.
В октябре 1943 года полк действует в районе Невеля.
9 октября 1943 года полк за образцовое выполнение боевых задач и проявленные при этом мужество и героизм на основании Приказа НКО СССР преобразован в 133-й гвардейский истребительный авиационный полк.

## Наименования полка
- 42-й истребительный авиационный полк
- 133-й гвардейский истребительный авиационный полк
- 133-й гвардейский Оршанский истребительный авиационный полк
- 133-й гвардейский Оршанский Краснознамённый истребительный авиационный полк
- 684-й гвардейский Оршанский Краснознамённый истребительный авиационный полк
- Полевая почта 06850

## Подчинение
| Период          | Фронт (округ)                        | армия                | корпус                           | дивизия                                  | примечание                      |   |
| --------------- | ------------------------------------ | -------------------- | -------------------------------- | ---------------------------------------- | ------------------------------- | - |
| 22.06.1941 года | Северо-Западный фронт                | -                    | -                                | 57-я смешанная авиационная дивизия       | -                               |   |
| 01.07.1941 года | -                                    | -                    | -                                | -                                        | на переформировании             |   |
| 10.07.1941 года | -                                    | -                    | -                                | -                                        | на переформировании             | - |
| 01.08.1941 года | -                                    | -                    | -                                | -                                        | на переформировании             |   |
| 01.09.1941 года | Московский военный округ             | -                    | Тульский бригадный район ПВО (?) | -                                        | -                               |   |
| 01.10.1941 года | Московский военный округ             | -                    | Тульский бригадный район ПВО (?) | -                                        | с 02.10.1941 в составе ВВС РККА |   |
| 08.10.1941 года | Брянский фронт                       | ВВС Брянского фронта | 6-я резервная авиационная группа | -                                        | -                               |   |
| 01.12.1941 года | -                                    | -                    | -                                | -                                        | на переформировании             |   |
| 01.01.1942 года | Московский военный округ             | -                    | -                                | -                                        | -                               |   |
| 01.02.1942 года | Резерв Ставки ВГК                    | -                    | -                                | -                                        | -                               |   |
| 01.03.1942 года | Резерв Ставки ВГК                    | -                    | -                                | 2-я резервная авиационная бригада        | -                               |   |
| 01.04.1942 года | Ставка Верховного Главнокомандования | -                    | 7-я ударная авиационная группа   | -                                        | -                               |   |
| 01.05.1942 года | Резерв Ставки ВГК                    | -                    | -                                | 2-я резервная авиационная бригада        | -                               |   |
| 01.06.1942 года | Западный фронт                       | 1-я воздушная армия  | -                                | 202-я истребительная авиационная дивизия | -                               |   |
| 01.07.1942 года | Западный фронт                       | 1-я воздушная армия  | -                                | 202-я истребительная авиационная дивизия | -                               |   |
| 01.08.1942 года | Западный фронт                       | 1-я воздушная армия  | -                                | 202-я истребительная авиационная дивизия | -                               |   |
| 01.09.1942 года | Западный фронт                       | 1-я воздушная армия  | -                                | 202-я истребительная авиационная дивизия | -                               |   |
| 01.10.1942 года | -                                    | -                    | -                                | -                                        | на переформировании             |   |
| 01.11.1942 года | Северо-Западный фронт                | 6-я Воздушная армия  | -                                | 240-я истребительная авиационная дивизия | -                               |   |
| 01.12.1942 года | Северо-Западный фронт                | 6-я Воздушная армия  | -                                | 240-я истребительная авиационная дивизия | -                               |   |
| 01.01.1943 года | Северо-Западный фронт                | 6-я Воздушная армия  | -                                | 240-я истребительная авиационная дивизия | -                               |   |
| 01.02.1943 года | Северо-Западный фронт                | 6-я Воздушная армия  | -                                | 240-я истребительная авиационная дивизия | -                               |   |
| 01.03.1943 года | Северо-Западный фронт                | 6-я Воздушная армия  | -                                | 240-я истребительная авиационная дивизия | -                               |   |
| 01.04.1943 года | Северо-Западный фронт                | 6-я Воздушная армия  | -                                | 240-я истребительная авиационная дивизия | -                               |   |
| 01.05.1943 года | Северо-Западный фронт                | 6-я Воздушная армия  | -                                | -                                        | -                               |   |
| 01.06.1943 года | Северо-Западный фронт                | 6-я Воздушная армия  | -                                | -                                        | -                               |   |
| 01.07.1943 года | Резерв Ставки ВГК                    | -                    | -                                | -                                        | -                               |   |
| 01.08.1943 года | Резерв Ставки ВГК                    | -                    | -                                | 240-я истребительная авиационная дивизия | -                               |   |
| 01.09.1943 года | Калининский фронт                    | 3-я воздушная армия  | -                                | 240-я истребительная авиационная дивизия | -                               |   |
| 01.10.1943 года | Калининский фронт                    | 3-я воздушная армия  | -                                | 240-я истребительная авиационная дивизия | -                               |   |

## Первая известная воздушная победа полка
Первая известная воздушная победа полка в Отечественной войне одержана 16 августа 1941 года: мл. лейтенант Герман Г.И. в воздушном бою в районе г. Брянск сбил немецкий разведчик Xs-126.

## Командиры
- капитан, майор, подполковник Шинкаренко Фёдор Иванович[5], 16.07.1941 — 28.05.1944
- майор Осипов Александр Васильевич[5], 28.05.1944 — 24.11.1944
- майор Брык Василий Андреевич[5], 24.11.1944 — 13.04.1945
- майор Обухов Тимофей Петрович[5], 13.04.1945 — 09.05.1945

## Отличившиеся воины полка
| Награда | Ф. И. О.                    | Должность | Звание                                       | Данные о вылетах                                                                                                 | Дата награждения | Примечания                                                                  |
| ------- | --------------------------- | --- | -------------------------------------------- | --- | ---------------- | --------------------------------------------------------------------------- |
|         | Власов, Николай Иванович    | командир эскадрильи (к моменту представления старший инспектор по технике пилотирования истребительной авиации) | майор (к моменту представления подполковник) | к моменту представления 220 боевых вылетов, 27 воздушных боёв, 10 сбитых вражеских самолётов.                    | 23.11.1942       | 18.08.1941 будучи в составе полка, совершил таран, погиб в плену 26.01.1945 |
|         | Герман, Григорий Иванович   | командир эскадрильи                                                                                             | капитан                                      | к моменту представления 209 боевых вылетов, 37 воздушных боёв, 16 сбитых вражеских самолётов.                    | 28.09.1943       | -                                                                           |
|         | Тихонов, Николай Викторович | командир эскадрильи                                                                                             | капитан                                      | к моменту представления 229 боевых вылетов, 53 воздушных боёв, 16 сбитых лично и 1 в группе вражеских самолётов. | 04.02.1944       | посмертно                                                                   |

## Самолёты на вооружении
| Период      | Самолёты |
| ----------- | -------- |
| 1941 — 1941 | МиГ-3    |
| 1941 — 1942 | ЛаГГ-3   |
| 1942 — 1943 | Як-7Б    |
| 1943 — 1944 | Як-9Т    |

## Базирование полка
Известные аэродромы:
| Период                 | Аэродром |
| ---------------------- | --- |
| 22—25.06.1941          | После вылета на атаку колонны мотомеханизированной пехоты перебазировался на другой аэродром. 2 аэ перебазировала И-153 в д. Крыжаки (ныне р-н Крыжекай в г. Вильнюс), Латвия 2 аэ перебазировала И-16 в д. Кивишки (ныне Кивишкиу), Латвия |
| 25—27.06.1941          | г. Полоцк, Белоруссия |
| 27.06—05.07.1941       | г. Идрица, Псковская область |
| 05.07.1941             | г. Великие Луки, Псковская область |
| июль 1941              | г. Орёл. Переформирование и переучивание на МиГ-3. |
| август 1941            | г. Орёл; г. Брянск |
| октябрь 1941           | г. Мценск, Орловская область |
| октябрь 1941           | с. Залегощь, Орловская область |
| 08—22.10.1941          | г. Елец, Липецкая область |
| 22—28.10.1941          | с. Рогачи, Тульская область |
| 28.10—02.11.1941       | ст. Урванка, Тульская область |
| 02—08.11.1941          | г. Ряжск, Рязанская область |
| 08—15.11.1941          | с. Старожилово, Рязанская область |
| 15.11.1941 — март 1942 | Переформирование и переучивание на ЛаГГ-3. |